# Salon international de l'automobile de Genève 2024
L'édition 2024 du salon international de l'automobile de Genève est un salon automobile annuel qui se tient du 26 février 2024 au 3 mars 2024 à Genève. Il s'agit de la 90e édition internationale de ce salon, organisé pour la première fois en 1905. Cette édition a lieu après l'annulation des éditions 2020, 2021, 2022 et l'exportation de l'édition 2023 au Qatar.
Par rapport aux éditions précédentes, l'édition 2024 se caractérise par un nombre réduit d'exposants ainsi que l'absence des grandes marques de constructeurs européens (excepté Renault). 

## Présentation

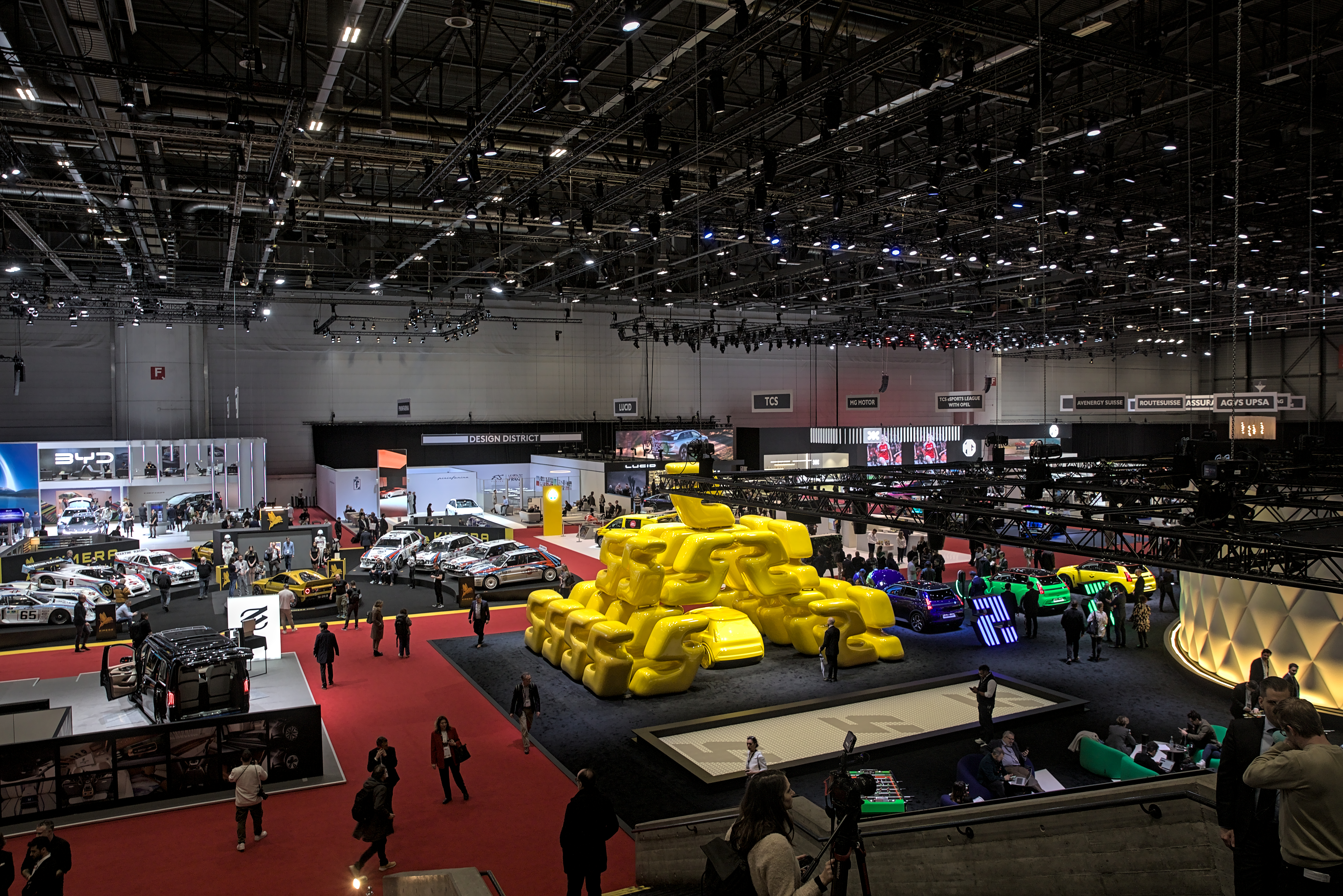

En octobre 2023, le groupe Renault annonce sa présence à la 90e édition du salon de Genève.

### Voiture de l'année
Le trophée européen de la voiture de l'année (Car of the Year) est décerné la veille de l'ouverture des journées presse. Cette année c'est le Renault Scénic E-Tech Electric qui remporte le titre 2024.

### Fréquentation
Cette édition a accueilli 168 000 visiteurs, soit légèrement moins que l'édition du salon de Genève - Qatar en 2023.

## Exposition

### Nouveautés
- Dacia Duster III[6]
- Denza N7[7]
- IM L6[8]
- Lucid Gravity
- MG 3 Hybrid+[9]
- Microlino Lite[10].
- Renault 5 E-Tech Electric[11]
- Yangwang U8[7]

Nouveautés
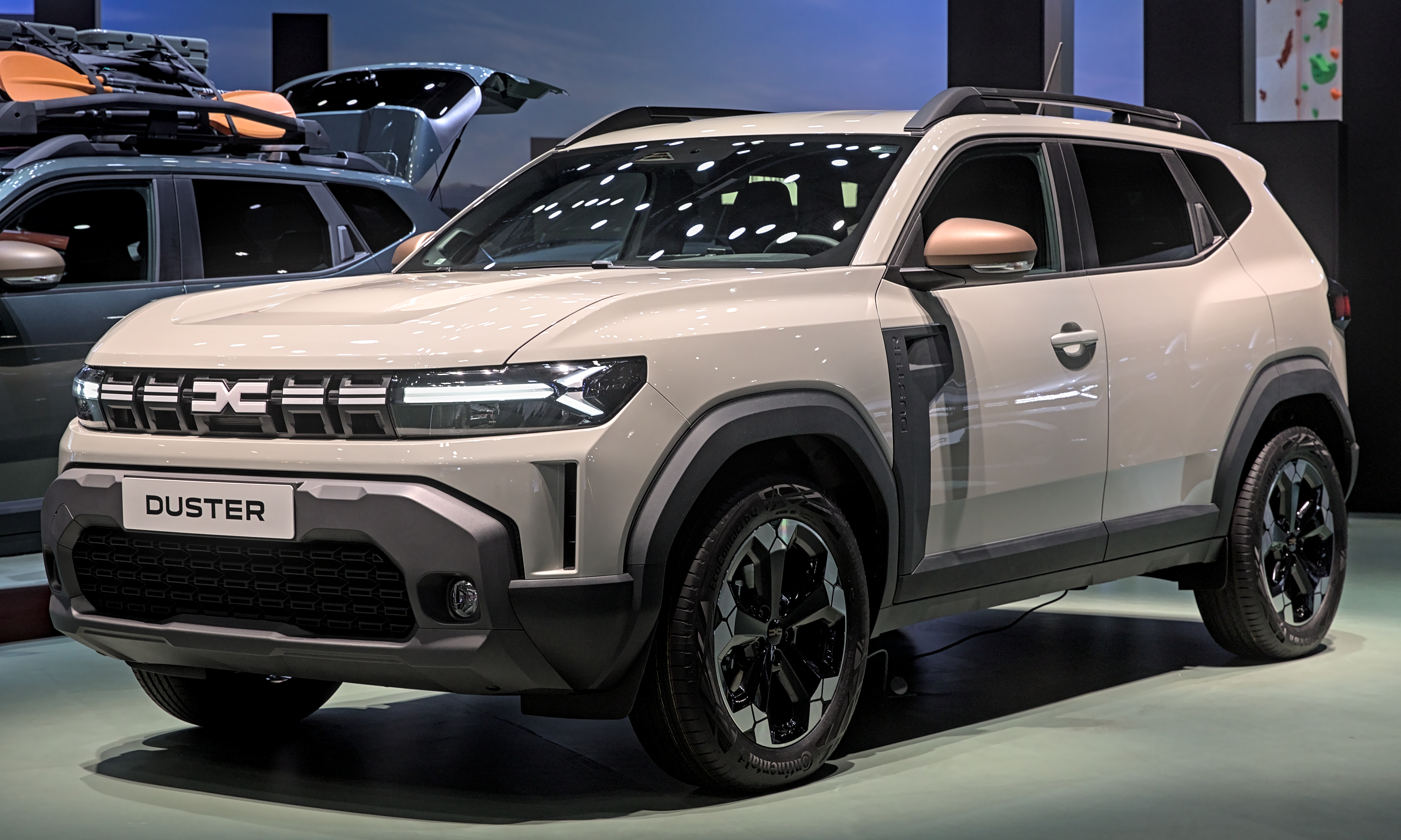
Dacia Duster III
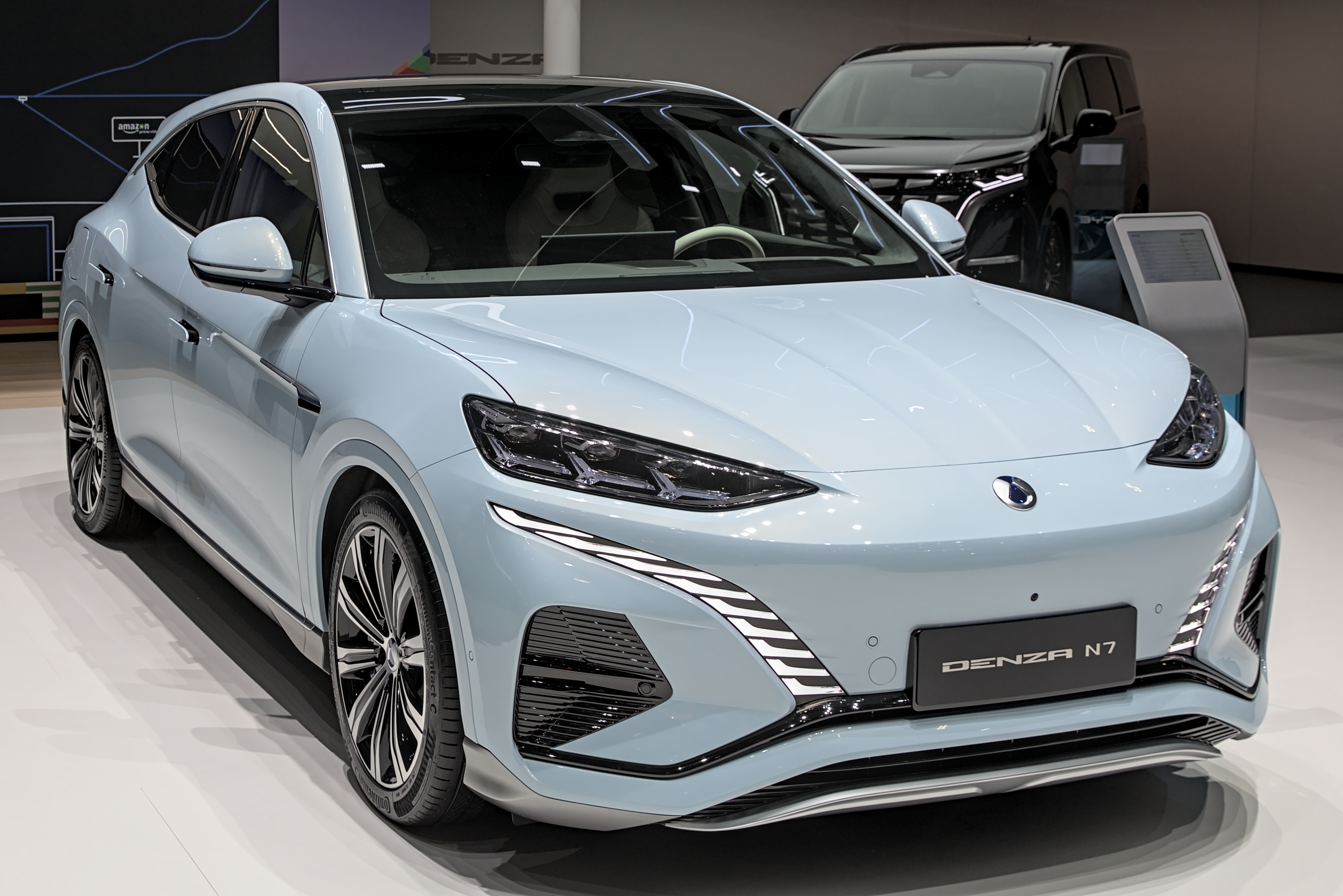
Denza N7
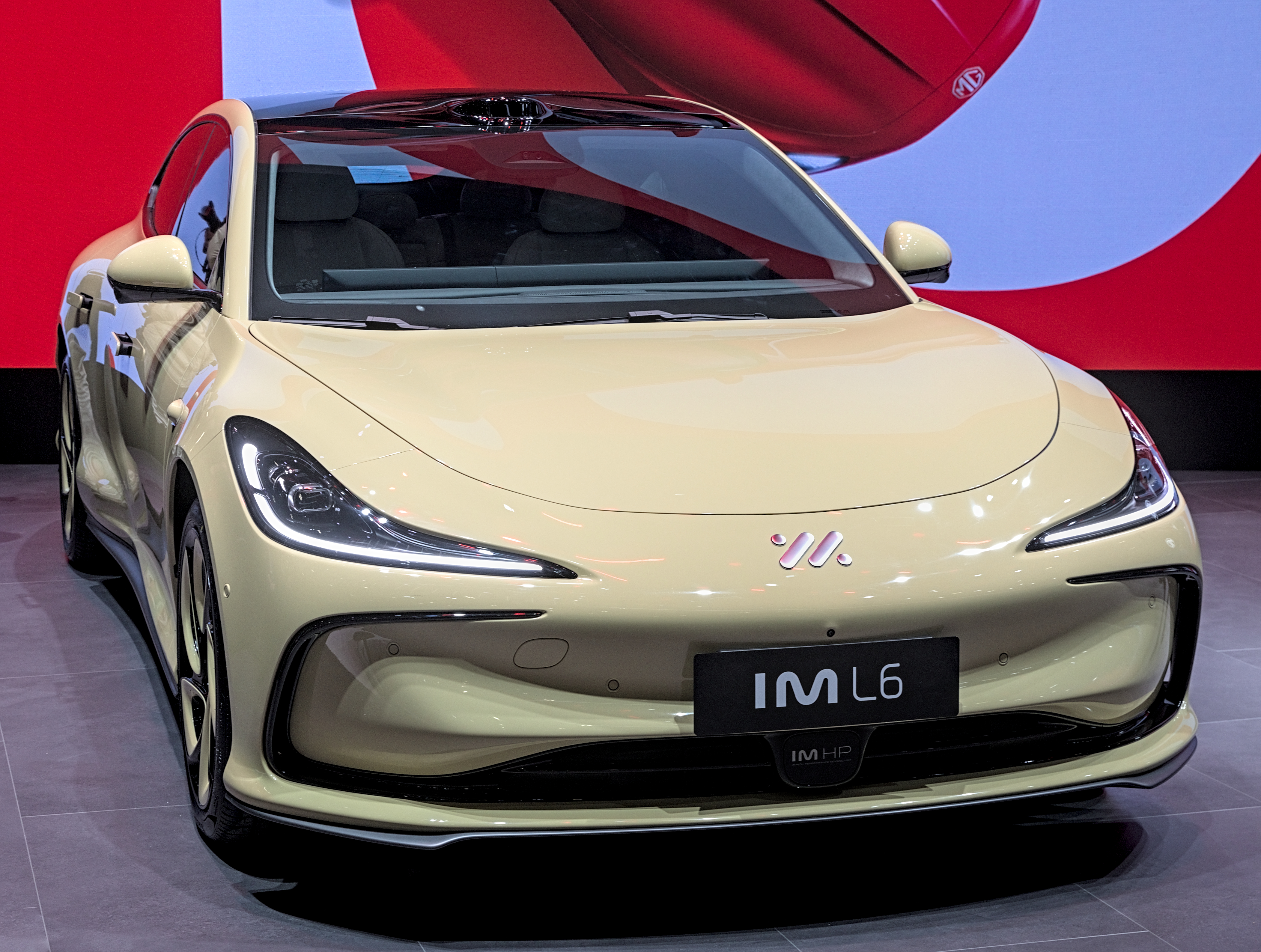
IM L6
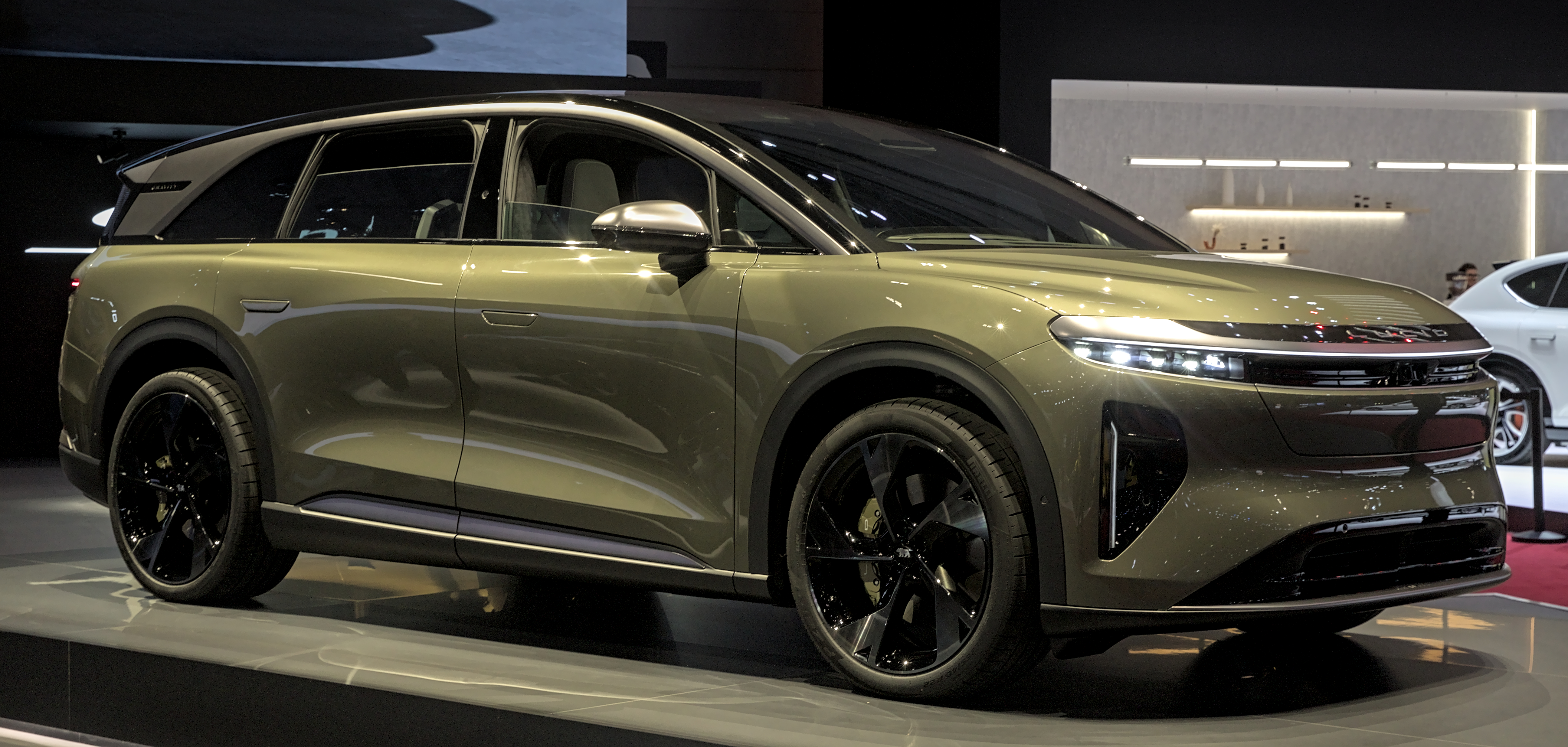
Lucid Gravity
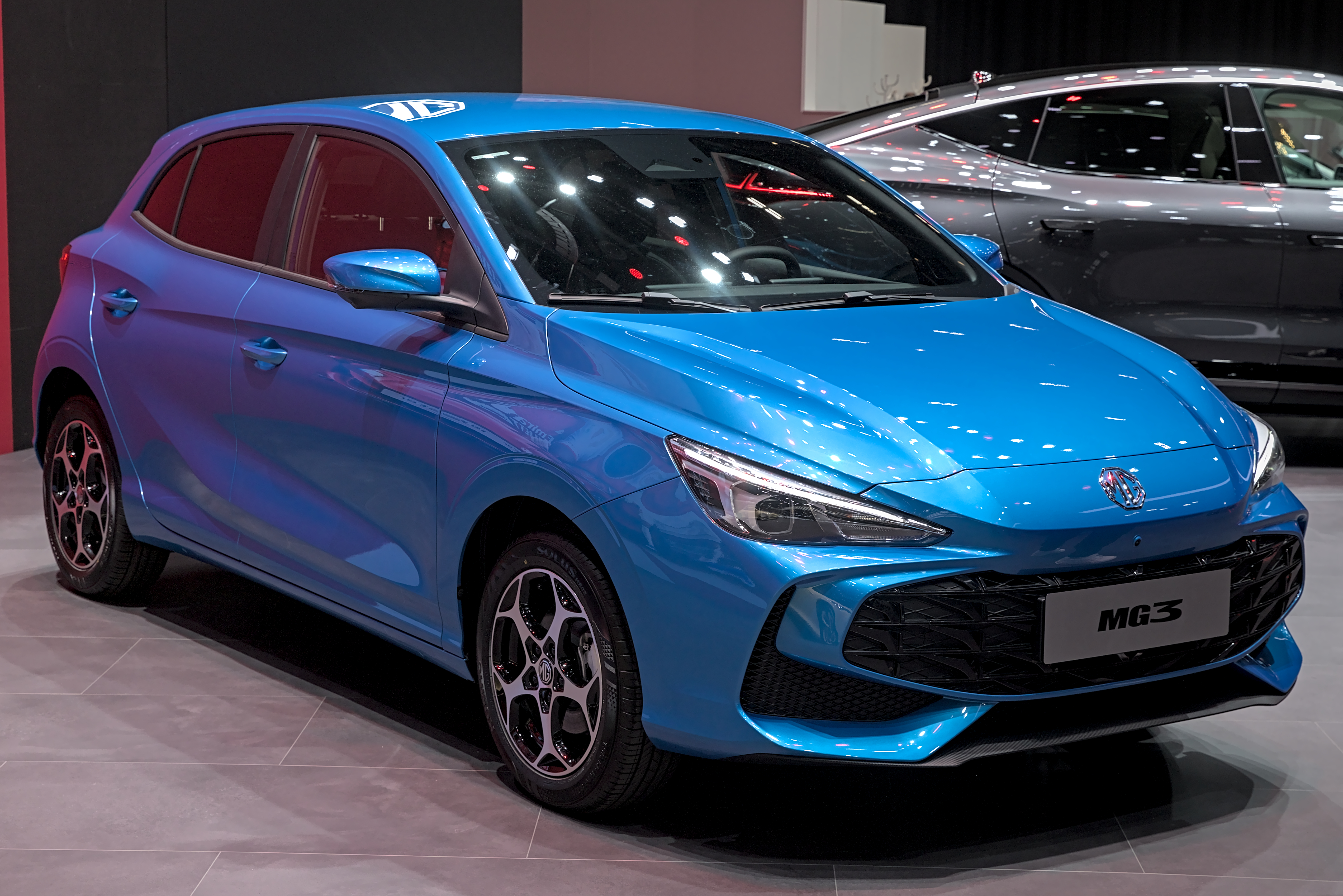
MG 3 Hybrid+
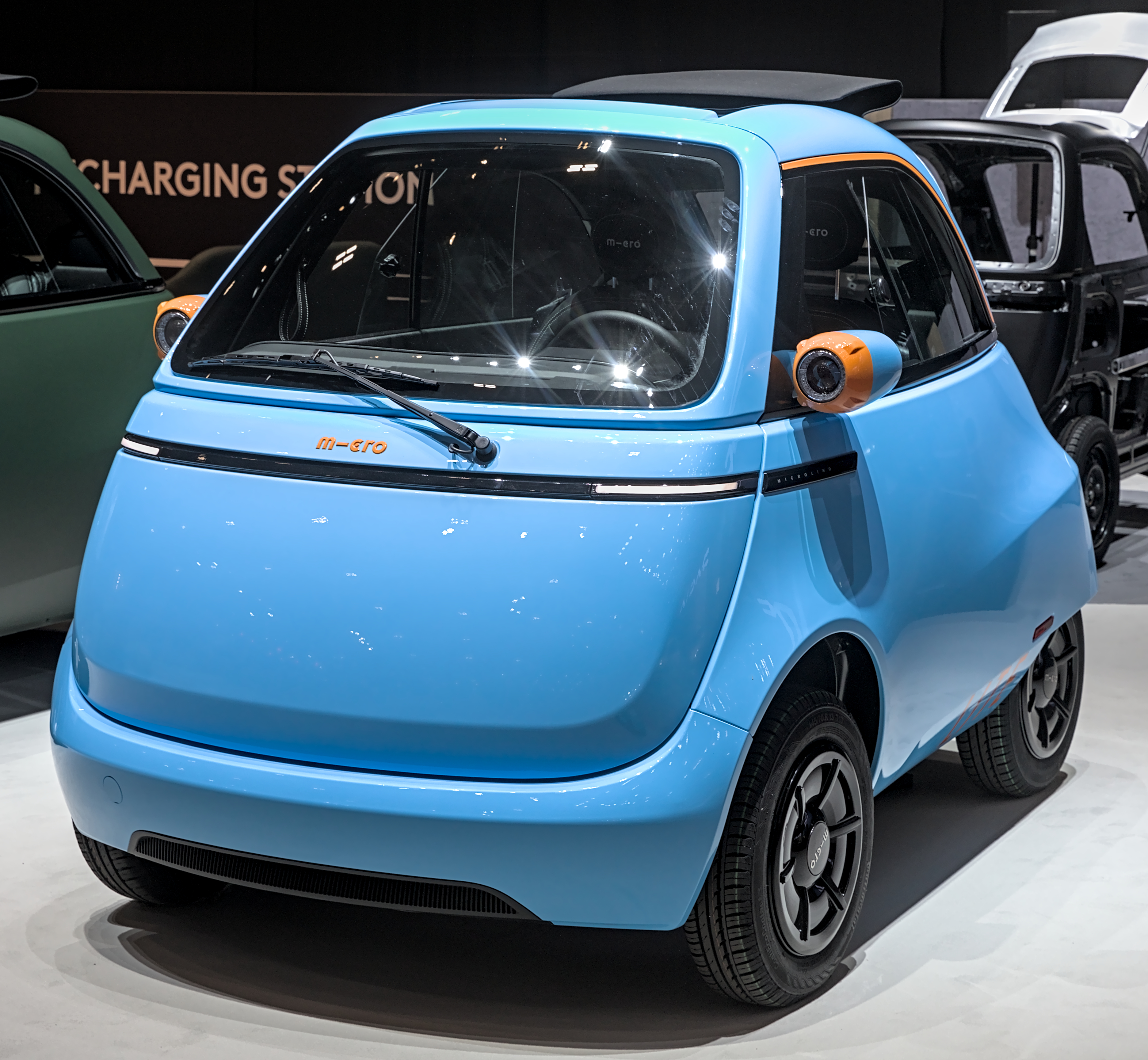
Microlino Lite
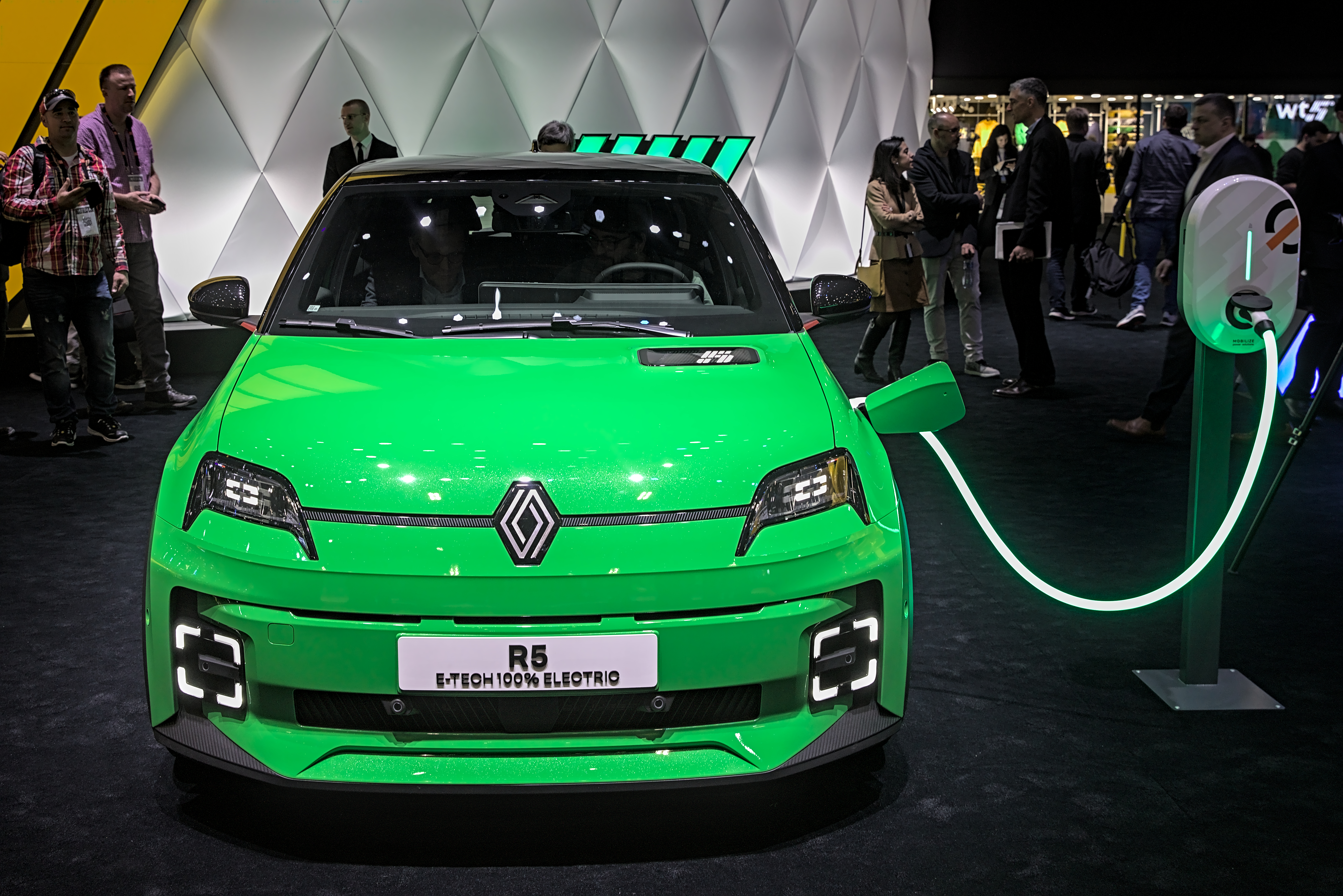
Renault 5 E-Tech
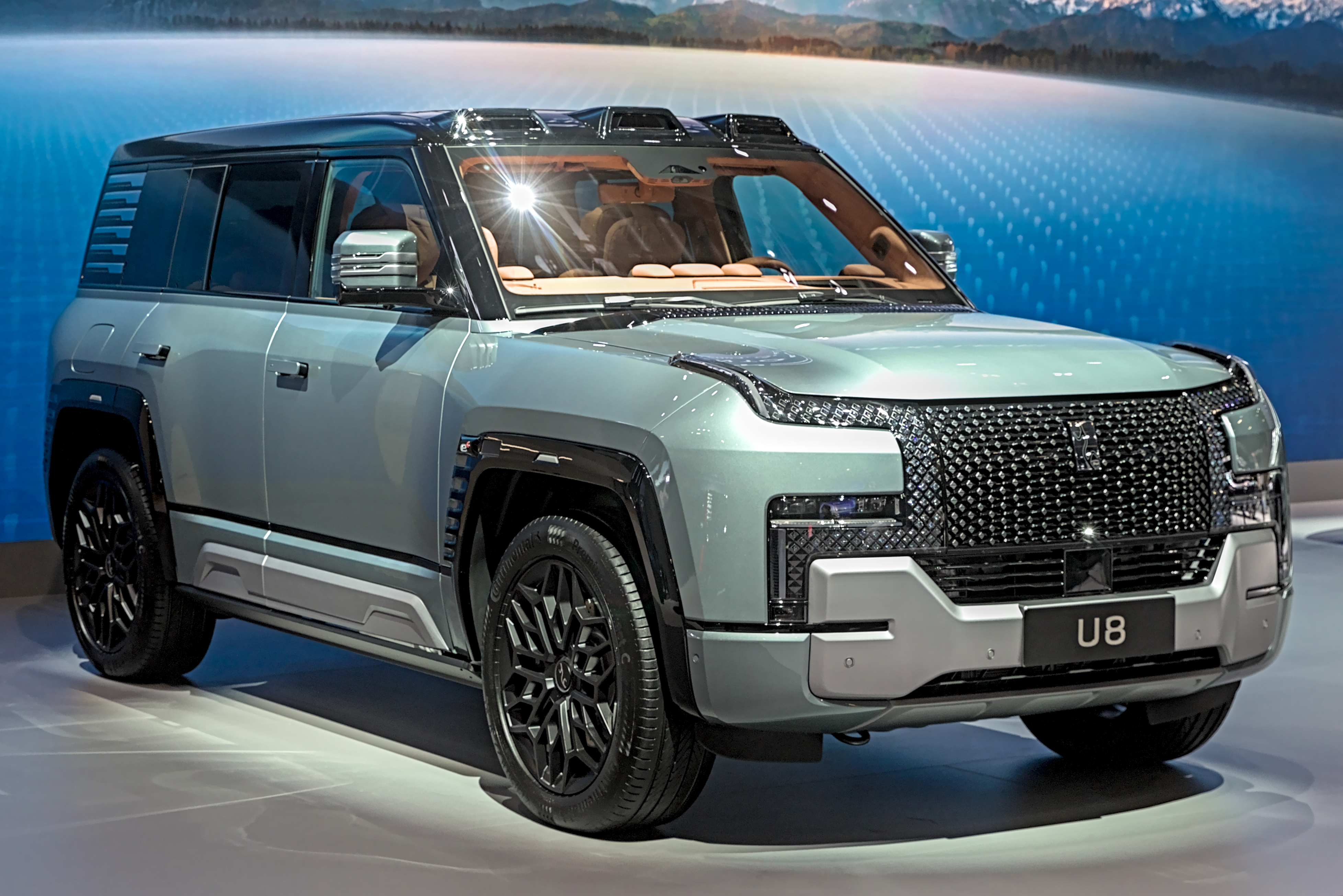
Yangwang U8

### Restylages
- BYD Tang phase 3[7]
- Dacia Spring phase 2

Restylages
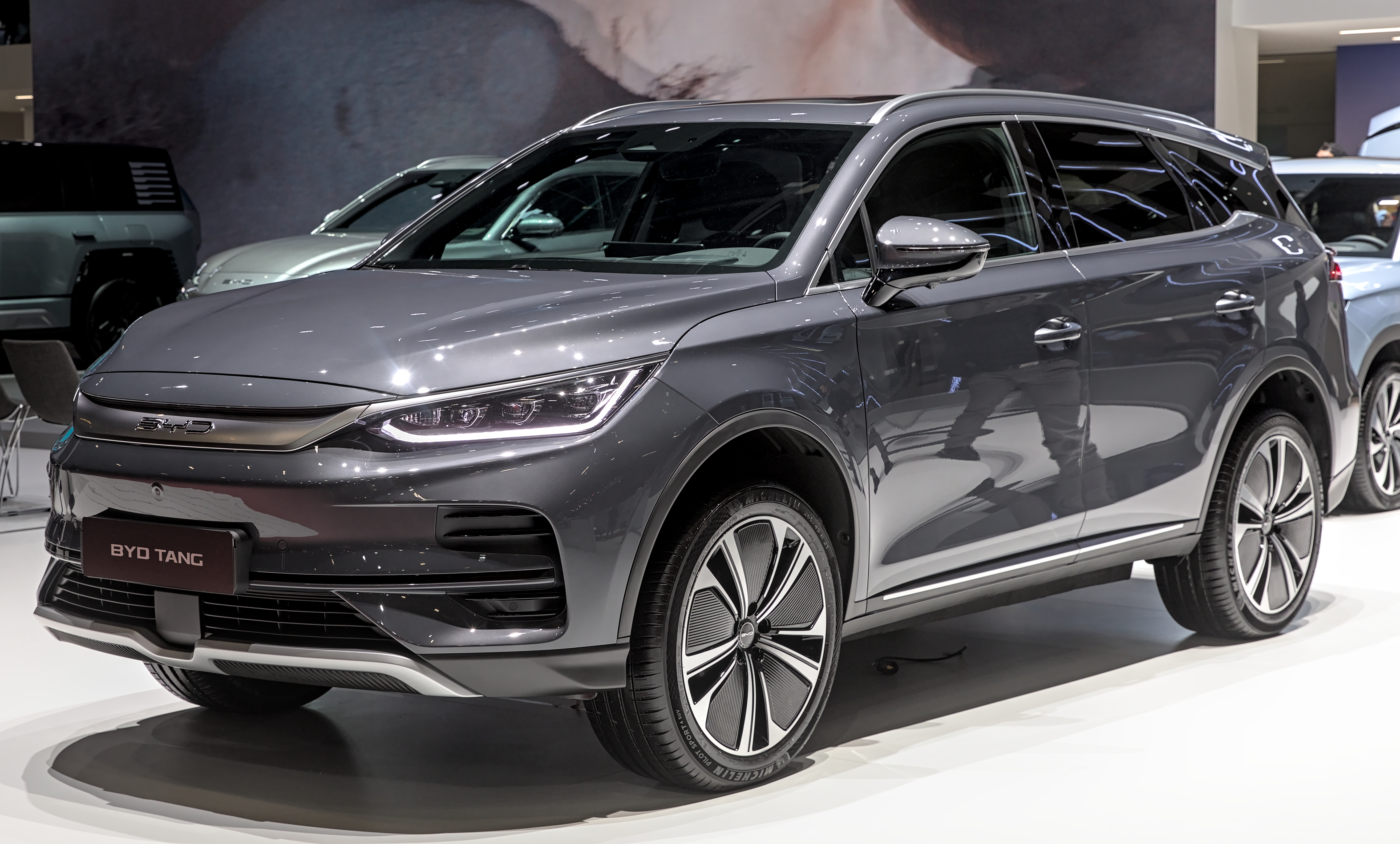
BYD Tang
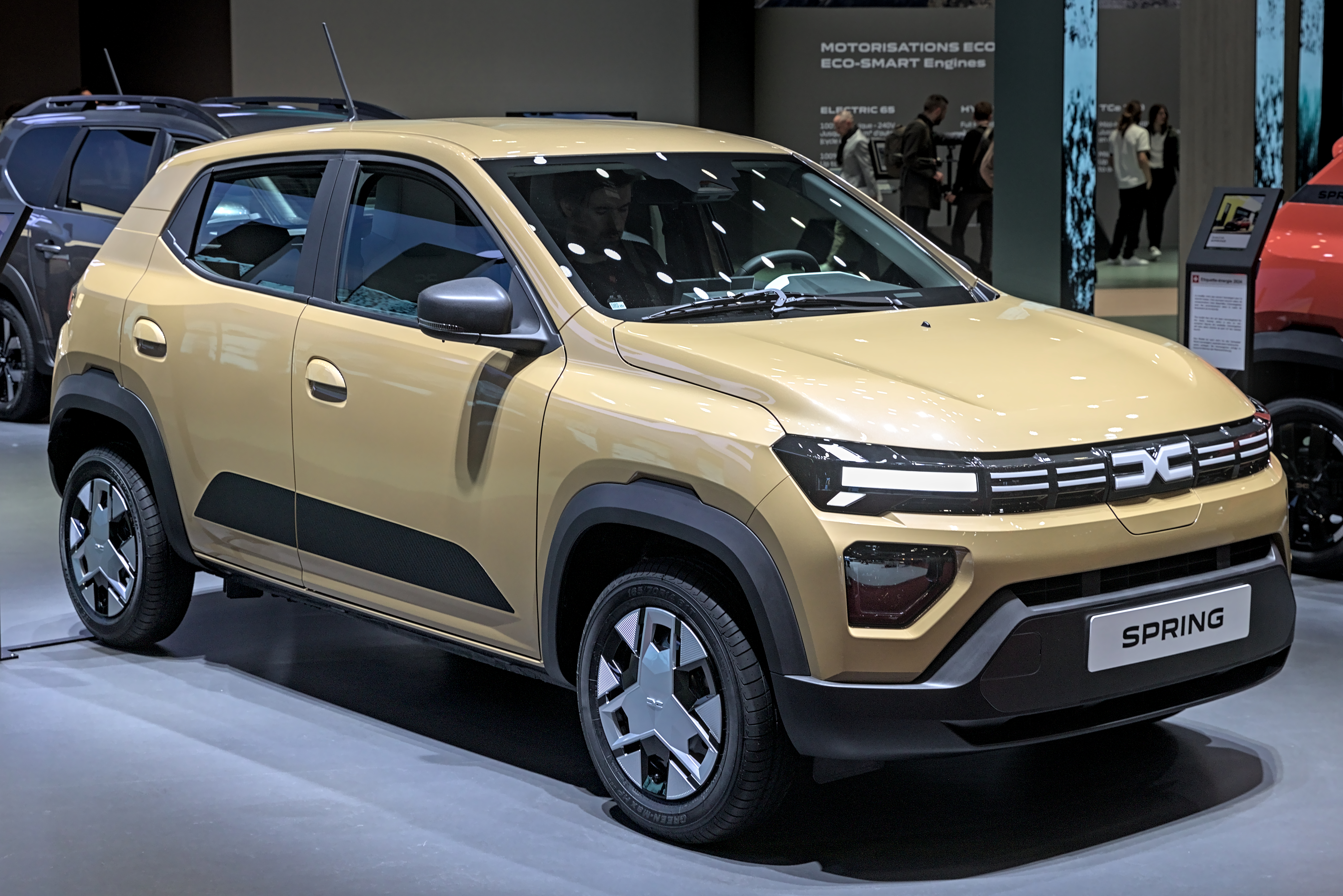
Dacia Spring

## Exposants
Exposants dont la présence est confirmée
- Beeway
- BYD
- Dacia
- ErreErreFuoriserie
- Isuzu
- Kimera
- Lazareth
- Lucid Motors
- MG
- Micro mobility Systems
- Pininfarina
- Renault
- Silence
- Totem Automobili

## Particularités de l'édition 2024
L'édition 2024 du salon international de l'automobile de Genève propose un nombre nettement plus restreint d'exposant que lors des éditions précédentes : ils seront 29 contre 180 en 2019,. Les organisateurs s'attendent également à ce que moins de personnes se déplacent au salon : ils espèrent attirer 200'000 visiteurs alors que l'édition de 2019 en avait attiré plus de 600'000,. L'autre particularité de cette édition est que les constructeurs automobiles présents sont principalement chinois tandis que les constructeurs européens - excepté Renault - ont choisi de ne pas participer au salon,,. Enfin, la majorité des stands de cette édition réduite sont tenus par des associations liés au trafic routier et automobile. 

### Fréquentation en baisse
Les organisateurs s'attendaient également à ce que moins de personnes se déplacent au salon : ils espéraient attirer 200'000 visiteurs alors que l'édition de 2019 en avait attiré plus de 600'000,. Au final, les organisateurs du salon annoncent moins de 170'0000 visiteurs. Cette fréquentation en baisse et le changement de comportement d'achat du public auront raison du salon. Le 31 mai 2024, le Conseil de fondation du salon annonce qu'il n'y aura pas de nouvelle édition du salon à Genève. La Fondation va être dissoute et ses employés licenciés.